# Давід Хаслер
Давід Хаслер (нім. David Hasler; нар. 4 травня 1990 року, Шан, Ліхтенштейн) — ліхтенштейнський футболіст, гравець національної збірної. Виступав на позиції нападника. Найбільш відомий виступами за місцевий «Вадуц».

## Клубна кар'єра
Вихованець швейцарського клубу «Базель» у молодіжному складі якого відіграв три сезони. Два сезони виступав за другу команду «Базеля».
З 2010 по 2013 Давід захищав кольори клубу «Вадуц».
Завершив ігрову кар'єру виступами за команду «Ешен-Маурен» у 2014 році.

## Виступи за збірну
У складі молодіжної збірної Ліхтенштейн дебютував у 15-річному віці.
З 2008 по 2014 роки виступав у складі національної збірної Ліхтенштейну.